# Пасіка Іван Миколайович
Іван Миколайович Пасіка (5 липня 1891, с. Лошнів, нині Тернопільська область — 26 листопада 1968, м. Тернопіль) — український греко-католицький священник.

## Життєпис
Іван Пасіка народився 5 липня 1891 року в селі Лошневі, нині Теребовлянської громади Тернопільського району Тернопільської области України.
Навчався в гімназії м. Тернополя (1911), студіював теологію у Львівському університеті. Навчався разом із Йосифом Сліпим.
1917 року рукоположений в сан священника. Відтоді в Тернополі: священник церкви Різдва Христового, від 1921 — катехит початкових класів
шкіл міста, 1926—1930 — катехит гімназії товариства
«Рідна школа».
У 1944—1945 роках в Австрії (м. Відень); 1946 року повернувся до Тернополя, де підпільно душпастирював.
1950 року заарештований органами МДБ, засуджений на 25 р. ув'язнення за відмову переходити на російське православ'я. Звільнений 1956 року, повернувшись, служив у катакомбній УГКЦ.
Співініціатор створення підпільної духовної семінарії в Тернополі (1968).
Помер 26 листопада 1968 року в Тернополі, де похований на Микулинецькому цвинтарі.